# Совет министров Азербайджанской ССР
Совет министров Азербайджанской ССР (азерб. Azərbaycan SSR Nazirlər Soveti) — высший исполнительный орган Азербайджанской ССР в 1946—1991 годах.

## История
28 мая 1920 года, после прихода советской власти, создан Совет Народных Комиссаров Азербайджанской ССР как высший орган управления Азербайджанской ССР.
28 марта 1946 года Совет Народных комиссаров был преобразован в Совет Министров Азербайджанской ССР.
Высшими органами государственной власти Азербайджанской ССР являлись: в 1920—1921 годах — Азербайджанский Временный Революционный Комитет; в 1921—1938 годах — Азербайджанский съезд Советов, Азербайджанский Центральный Исполнительный Комитет (АзЦИК) и его Президиум; в 1938—1991 годах — Верховный Совет Азербайджанской ССР.
Верховный Совет Азербайджанской ССР на первой сессии очередного созыва образовывал Совет Министров. Подбором его состава занимался Председатель Совета Министров. Кандидатуры утверждались Верховным Советом.
Совет Министров являлся высшим исполнительным и распорядительным органом государственной власти, подотчётным и ответственным перед Верховным Советом, а в период между сессиями Верховного Совета — перед Президиумом Верховного Совета.
Зданием Совета Министров, а также ЦК Компартии Азербайджанской ССР служил жилой дом Баксовета.

## Список Председателей
| №  | Председатель | Председатель                               | Срок полномочий | Срок полномочий | Срок полномочий | Партия                                   | Глава правительства                 | Избран | Ссылка |
| №  | Портрет      | ФИО                                        | Начало          | Конец           | кол-во дней     | Партия                                   | Глава правительства                 | Избран | Ссылка |
| -- | ------------ | ------------------------------------------ | --------------- | --------------- | --------------- | ---------------------------------------- | ----------------------------------- | ------ | ------ |
| 1  |              | Кулиев, Теймур Имам Кули оглы(1896–1965)   | 28 марта 1946   | 6 апреля 1953   | 2566            | Коммунистическая партия Советского Союза | Багиров, Мир Джафар Аббас оглы      | —      |        |
| 1  |              |                                            |                 |                 |                 |                                          |                                     |        |        |
| 2  |              | Багиров, Мир Джафар Аббас оглы(1896–1956)  | 6 апреля 1953   | 20 июля 1953    | 105             | Коммунистическая партия Советского Союза | Якубов, Мир Теймур Мир Алекпер оглы | —      | [ 2 ]  |
| 2  |              |                                            |                 |                 |                 |                                          |                                     |        | [ 2 ]  |
| 3  |              | Кулиев, Теймур Имам Кули оглы(1896–1965)   | 20 июля 1953    | 1 марта 1954    | 224             | Коммунистическая партия Советского Союза | Якубов, Мир Теймур Мир Алекпер оглы | —      | [ 2 ]  |
| 3  |              |                                            |                 |                 |                 |                                          |                                     |        | [ 2 ]  |
| 4  |              | Рагимов, Садых Гаджи Ярали оглы(1914–1975) | 1 марта 1954    | 8 июля 1958     | 1590            | Коммунистическая партия Советского Союза | Мустафаев, Имам Дашдемир оглы       | —      | [ 3 ]  |
| 4  |              |                                            |                 |                 |                 |                                          |                                     |        | [ 3 ]  |
| 5  |              | Ахундов, Вели Юсуф оглы(1916–1986)         | 8 июля 1958     | 10 июля 1959    | 367             | Коммунистическая партия Советского Союза | Мустафаев, Имам Дашдемир оглы       | —      | [ 4 ]  |
| 5  |              |                                            |                 |                 |                 |                                          |                                     |        | [ 4 ]  |
| 6  |              | Искендеров, Мамед Абдул оглы(1915–1985)    | 10 июля 1959    | 29 декабря 1961 | 903             | Коммунистическая партия Советского Союза | Ахундов, Вели Юсуф оглы             | —      | [ 2 ]  |
| 6  |              |                                            |                 |                 |                 |                                          |                                     |        | [ 2 ]  |
| 7  |              | Алиханов, Энвер Назарович(1917–1992)       | 29 декабря 1961 | 10 апреля 1970  | 3024            | Коммунистическая партия Советского Союза | Ахундов, Вели Юсуф оглы             | —      | [ 2 ]  |
| 7  |              |                                            |                 |                 |                 |                                          |                                     |        | [ 2 ]  |
| 8  |              | Ибрагимов, Али Измаилович(1913–1985)       | 10 апреля 1970  | 22 января 1981  | 3920            | Коммунистическая партия Советского Союза | Алиев, Гейдар Алирза оглы           | —      |        |
| 8  |              |                                            |                 |                 |                 |                                          |                                     |        |        |
| 9  |              | Сеидов, Гасан Неймат оглы(1932–2004)       | 22 января 1981  | 27 января 1989  | 2927            | Коммунистическая партия Советского Союза | Алиев, Гейдар Алирза оглы           | —      |        |
| 9  |              |                                            |                 |                 |                 |                                          |                                     |        |        |
| 10 |              | Муталибов, Аяз Ниязи оглы(1938–2022)       | 27 января 1989  | 26 января 1990  | 364             | Коммунистическая партия Советского Союза | Везиров, Абдурахман Халил оглы      | —      | [ 5 ]  |
| 10 |              |                                            |                 |                 |                 |                                          |                                     |        | [ 5 ]  |
| 11 |              | Гасанов, Гасан Азиз оглы(1940–)            | 26 января 1990  | 7 февраля 1991  | 377             | Коммунистическая партия Советского Союза | Муталибов, Аяз Ниязи оглы           | —      | [ 6 ]  |
| 11 |              |                                            |                 |                 |                 |                                          |                                     |        | [ 6 ]  |